# Acheo (generale)
Acheo (greco antico: Ἀχαιός, in latino: Achaeus; 250 a.C. circa – 213 a.C.) è stato un generale dell'Impero seleucide che costituì un regno separato di breve vita in Asia minore, con capitale Sardi.

## Biografia
Acheo era cugino e generale del sovrano seleucide Antioco III: suo padre Andromaco era infatti il fratello di Laodice II, moglie di Seleuco II e madre di Antioco III. Acheo sposò Laodice del Ponto, figlia del re del Ponto, Mitridate II.
In qualità di generale seleucide, Acheo accompagnò Seleuco III, figlio di Callinico, nella sua campagna al di là del monte Tauro contro il re di Pergamo Attalo I: Seleuco fu assassinato da alcuni suoi uomini e Acheo, benché potesse prendere il potere facilmente, restò leale alla dinastia seleucide vendicando Seleuco.
Nel 223 a.C., Antioco III, succeduto a Seleuco III, nominò Acheo comandante di tutta l'Asia minore al di qua del Tauro, e il generale riconquistò tutti i distretti strappati da Attalo ai Seleucidi. Quando un ministro di Antioco, Ermeia, accusò falsamente Acheo di progettare una ribellione, Acheo decise di difendersi assumendo il titolo di re e governando su tutta l'Asia minore al di qua del Tauro. Fin quando Antioco fu impegnato nella guerra contro Tolomeo IV non poté affrontare Acheo, ma quando la pace tra i due imperi ellenistici fu firmata, Antioco passò il Tauro (216 a.C.), si alleò con Attalo, e conquistò tutti i domini di Acheo in una sola campagna. Acheo riuscì a resistere per due anni assediato nella cittadella di Sardi, ma alla fine cadde nelle mani di Antioco per il tradimento di Bolis, inviato dal ministro di Tolomeo Sosibio per salvare Acheo, che lo consegnò nelle mani del sovrano seleucide, il quale ne ordinò l'immediata esecuzione.

## Ascendenza
|           |   |                      | Genitori  |  |  | Nonni |  |  | Bisnonni  |  |  | Trisnonni |  |
|           |   |                      |           |  |  |       |  |  | Seleuco I |  |  | Antioco   |  |
|           |   |                      |           |  |  |       |  |  | Seleuco I |  |  | Antioco   |  |
|           |   | Laodice di Macedonia |           |  |  |       |  |  | Seleuco I |  |  |           |  |
| Acheo     |   |                      |           |  |  |       |  |  | Seleuco I |  |  |           |  |
|           |   | Apama I              | Spitamene |  |  |       |  |  |           |  |  |           |  |
|           |   | Apama I              | Spitamene |  |  |       |  |  |           |  |  |           |  |
|           |   | Apama I              | …         |  |  |       |  |  |           |  |  |           |  |
| Andromaco |   | Apama I              |           |  |  |       |  |  |           |  |  |           |  |
|           |   | …                    | …         |  |  |       |  |  |           |  |  |           |  |
|           |   | …                    | …         |  |  |       |  |  |           |  |  |           |  |
|           |   | …                    | …         |  |  |       |  |  |           |  |  |           |  |
| …         |   | …                    |           |  |  |       |  |  |           |  |  |           |  |
|           |   | …                    | …         |  |  |       |  |  |           |  |  |           |  |
|           |   | …                    | …         |  |  |       |  |  |           |  |  |           |  |
|           |   | …                    | …         |  |  |       |  |  |           |  |  |           |  |
| Acheo     |   | …                    |           |  |  |       |  |  |           |  |  |           |  |
|           | … | …                    |           |  |  |       |  |  |           |  |  |           |  |
|           | … | …                    |           |  |  |       |  |  |           |  |  |           |  |
|           | … | …                    |           |  |  |       |  |  |           |  |  |           |  |
| …         | … |                      |           |  |  |       |  |  |           |  |  |           |  |
|           |   | …                    | …         |  |  |       |  |  |           |  |  |           |  |
|           |   | …                    | …         |  |  |       |  |  |           |  |  |           |  |
|           |   | …                    | …         |  |  |       |  |  |           |  |  |           |  |
| …         |   | …                    |           |  |  |       |  |  |           |  |  |           |  |
|           |   | …                    | …         |  |  |       |  |  |           |  |  |           |  |
|           |   | …                    | …         |  |  |       |  |  |           |  |  |           |  |
|           |   | …                    | …         |  |  |       |  |  |           |  |  |           |  |
| …         |   | …                    |           |  |  |       |  |  |           |  |  |           |  |
|           |   | …                    | …         |  |  |       |  |  |           |  |  |           |  |
|           |   | …                    | …         |  |  |       |  |  |           |  |  |           |  |
|           |   | …                    | …         |  |  |       |  |  |           |  |  |           |  |
|           |   | …                    |           |  |  |       |  |  |           |  |  |           |  |